# 다이세이정
다이세이정(일본어: 大成町)은 일본 홋카이도 남서부,  히야마 지청 중부에 있던 동해와 접했던 정이다.
2005년 9월 1일, 세타나군 세타나정·기타히야마정, 구도군 다이세이정과 신설합병에 의해 다이세이지구는 구도군 세타나정의 합병특례구 중 하나인「다이세이구」가 되었다. 세타나정의 청사는 기타히야마 정사무소에 설치되어 있다. 또한 「구도군」은 합병 이후에도 「구도군 세타나정」이라는 이름으로 남게 되었다. 구도군은 전국에서도 몇 안 되는 합병으로 확장된 사례다. 세타나군 기타히야마장이 정사무소를, 세타나군 세타나정이 정 이름을, 구도군 다이세이정이 군 이름을 각각 이어받는 형태가 되었다.

## 지리
정사무소는 홋카이도 본섬에서 가장 서쪽에 위치해 있다. 동해에 면한 해안선(약 36km)은 기암괴석과 암초가 이어져 있다. 북동부는 산악지대이며, 마을의 대부분이 경사지이다.

## 역사
- 1902년 - 2급정촌제가 시행으로 구도촌이 성립하였다.
- 1923년 - 2급 정촌제가 시행으로 가이토리마촌이 성립하였다.
- 1955년 7월 20일 - 가이토리마촌, 구도촌과 합병해 다이세이촌이 되었다.
- 1966년 - 정으로 승격해 다이세이정이 되었다.
- 2005년 9월 1일 - 세타나군 세타나정·구도군 기타히야마정과 합병해, 구도군 세타나정이 되었다.

## 교통

### 도로
- 국도 229호선